# Marie Svensson
Marie Svensson, född 9 augusti 1967, uppvuxen i Baskemölla, är en svensk före detta bordtennisspelare. 1994 blev hon europamästare i singel, som första svenska kvinna. 

## Karriär
Marie Svensson spelade sitt första VM 1985 och 2001, 16 år senare spelade hon sitt nionde och sista. Under sin karriär tog hon en bronsmedalj i bordtennis-VM (1995 i mixed dubbel). 
I EM gick det däremot bättre, och hon tog totalt sju medaljer – ett guld, tre silver och tre brons. Guldet 1994 skedde i singel, medan de tre silvren fördelade sig på dubbel (1998) och mixed dubbel (1998 och 2000). De tre bronsen togs i mixed dubbel (1986 och 1992) samt i dubbel (2000).
Åren 1989–2001 vann hon åtta svenska mästerskap i singel.

## Meriter
- Bordtennis-VM
  - 1995 i Tianjin
    - 3:e plats mixed dubbel (med Erik Lindh)

- Bordtennis-EM
  - 1986 i Prag
    - 3:e plats dubbel
    - kvartsfinal mixed dubbel

  - 1992 i Stuttgart
    - kvartsfinal dubbel
    - 3:e plats mixed dubbel (med Thomas von Scheele)

  - 1994 i Birmingham
    - 1:a plats singel

  - 1998 i Eindhoven
    - 2:a plats dubbel (med Otilia Badescu)
    - 2:a plats mixed dubbel (med Erik Lindh)

  - 2000 i Bremen
    - 3:e plats dubbel
    - 2:a plats mixed dubbel (med Ilija Lupulesku)

- Bordtennis-NM
  - 1986 i Helsingfors
    - 1:a plats singel
    - 2:a plats dubbel (med Annika Laeth)

  - 1988 i Karlsborg 
    - 3:e plats singel
    - 1:a plats dubbel (med Pernilla Pettersson)

  - 1990 i Oslo
    - 3:e plats singel
    - 1:a plats dubbel (med Lotta Erlman)
    - 1:a plats mixed dubbel (med Thomas von Scheele)

- Europa Top 12
  - 1992 i Wien: 2:a plats
  - 1993 i Köpenhamn: 7:e plats
  - 1994 i Arezzo: 7:e plats
  - 1995 i Dijon: 5:e plats
  - 1997 i Eindhoven: 7:e plats
  - 1998 i Halmstad: 3:e plats